# Acangassuinos
Acangassuinos (Acangassuini) é uma tribo monotípica de cerambicídeos da subfamília Cerambycinae.

## Descrição

### Cabeça
Cabeça muito larga, notavelmente mais larga do que o protórax. Olhos emarginados, grosseiramente facetados, sem pêlos entre os omatídios, muito desenvolvidos, ocupam todo lado da cabeça. Palpos maxilares pouco mais longos do que os labiais; último artículo fusiforme. Antenas com 12 artículos. Escapo cilíndrico, ligeiramente curvo e sem sulco no lado dorsal da base. Flagelômeros sem carenas. Antenômero III apenas mais curto do que o IV.

### Tórax
Protórax cilíndrico, mais longo do que largo e com lados subparalelos providos de espinho fino e curto, situado pouco atrás do meio. Cavidades coxais anteriores não-angulosas nos lados e fechadas atrás. Procoxas moderadamente salientes. Processo mesosternal com superfícies articulares laterais. Cavidades coxais intermediárias fechadas lateralmente. Fêmures sublineares, desarmados nos ápices. Tíbias não carenadas. Tarsos normais.

### Abdome
Urosternitos I tão longo quanto o II e com carena pós-coxal.